# Бонус Евентус
Бо́нус Еве́нтус (лат. Bonus Eventus) — римський бог урожаю, згодом бог успіху, ототожнюваний із Триптолемом. Його зображували у вигляді юного героя, що мчить на колісниці, запряженій крилатими драконами, і тримає в правій руці жертовну посудину, а в лівій — мак, колосся та ріг достатку.

## Культ і написи
Бонус Евентус мав храм на Марсовому полі, дата побудови якого не відома. Його згадує лише Амміан Марцеллін у зв'язку з новим портиком (Porticus Boni Eventūs), побудованим міським префектом Клавдієм у 374 році. П'ять коринфських столиць «надзвичайного розміру», які були виявлені в XIX столітті, можливо, належали портику, що знаходився в саду Агріппи.
Епітет Bonus, «Добро», також використовується з іншими абстрактними божествами, такими як Бона Фортуна («Удача»), Бона Менс («Добре мислення» або «Здоровий розум»), і Бона Спес («Справжня Надія», або можливо «Оптимізм»), а також з таємнича Добра богиня, чиї обряди прославляли жінки.
Написи присвячені Евентусу зустрічаються у кількох місцях, зокрема у провінціях. Старші посадовці у Сірміумі, Паннонія, присвятили храм Бонусу Евентусу для благополуччя високопоставлених членів міської ради. У римській Британії на мозаїчній підлозі вілли у Вудчестері було нагадування: "Належним чином шануй Бонуса Евентуса''. Присвята, зроблена подружньою парою Бонусу Евентус разом з Фортуною, вказує на те, що сфера впливу бога вийшла за рамки сільського господарства і втілення імперських чеснот. Зображення Бонуса Евентуса регулярно з'являються на гравірованих дорогоцінних каменях, у скарбі ювеліра з Snettisham, Бонус Евентус був найчастішим зображенням на інталіях. Він з'являється на 25 % із 127 знайдених. Ці звичаї вказують на захисну або опікунську функцію бога, а також існування релігійної громади, якій ювелір продавав свої товари.

## Іконографія
Монети з Бонусом Евентуса випускалися під час потрясінь Року чотирьох імператорів (69 рік до нашої ери.) та правління Гальби, Веспасіана, Тита, Антоніна Пія та Септимія Севера. На цих монетах і на дорогоцінному камінні Бонус Евентус — це оголений чоловік, що зазвичай стоїть з однією зігнутою ногою, а його голова повернута до патери яку він тримає у витягнутій руці. Іноді він частково одягнений у хламиду, яка прикриває його спину, або у гіматій який перекинутий через плече з кінцями, що прикривають його тулуб. Мак та стебла зерна є його характерними атрибутами.
У своїй книзі про скульптуру Пліній описує дві статуї «Бонус Евентус», які насправді буди перейменованими зображеннями грецьких богів. Одна з них була бронзована, виконана Євфранором, а інша — мармурова, роботи Праксітеля. Остання стояла в Капітолії зі статуєю Бони Фортуни, а перша десь між переробленою Афіною під Капітолієм та Летою у Храмі Згоди. З опису Плінія неясно, чи були обидві грецькі статуї спочатку зображені одним і тим самим грецьким божеством. Класичний мистецтвознавець Адольф Фуртвенглер припустив, що Пракситель зобразив Агатодемона, оскільки його супроводжувала «Бона Фортуна», ймовірно, переклад грецького «Агатхе Тюхе». Євфранова бронза іноді розглядається як тип, на якому була заснована іконографія монет і дорогоцінного каміння, тому що фігура містила мак і зерно. Ці атрибути вказують на єлевсінське божество, і хоча грецький оригінал найчастіше сприймається як Триптолем, жодне зі збережених зображень не вказує на Триптолема.